# Une tragédie de l'erreur
Une tragédie de l'erreur (A Tragedy of Error) est une nouvelle de Henry James publiée de manière anonyme en février 1864 dans le Continental Monthly. Écrite à l'âge de 21 ans, il s'agit de la toute première nouvelle de l'écrivain. James ne l'a jamais reprise ou publiée en recueil, mais elle apparaît dans le volume de ses nouvelles des années 1864-1874 pour la New York Edition.
Le récit, narré à la troisième personne et divisé en quatre parties, compte environ 7 500 mots.

## Traductions françaises
- Une tragédie de l'erreur, traduit par Jean Pavans, dans Nouvelles complètes, tome I, Paris, Éditions de la Différence, 1990 ; réédition dans La Maîtresse de M. Briseux, et sept autres nouvelles, Paris, La Différence, coll. « Minos », 2010
- Une tragédie de l'erreur, dans Nouvelles complètes, tome I, Paris, Éditions Gallimard, coll. « Bibliothèque de la Pléiade », 2003